# Matthias Haverney
Matthias Haverney (* 21. Juli 1985) ist ein ehemaliger deutscher Hochspringer. Er wurde 2013 im Freien und 2005 und 2013 in der Halle Deutscher Meister.
2004 wurde Haverney für die U20-Weltmeisterschaften nominiert, bei denen er den 10. Platz belegte. Ein Jahr später wurde er bei den U23-Europameisterschaften Fünfter. In den Folgejahren erreichte er bei deutschen Meisterschaften mehrere Podestplatzierungen und holte dreimal den Titel. 2013 qualifizierte er sich für die Halleneuropameisterschaften in Göteborg, wo er in der Qualifikation ausschied.
Seine Bestleistung liegt bei 2,28 m, die er am 24. Juli 2011 bei den Deutschen Meisterschaften aufstellte.
Haverney startete für den Dresdner SC, sein Trainer war Jörg Elbe. Er ist Bundespolizeibeamter.

## Erfolge
- 2013: Deutscher Meister
- 2005, 2013: Deutscher Hallenmeister
- 2007, 2008, 2011, 2012: Deutscher Vizemeister
- 2010: 3. Platz Deutsche Meisterschaft
- 2005: 5. Platz U23-Europameisterschaften